# シベリア先住民
ロシア極東を含むシベリア（北アジア）は、地理的にはロシアにおけるアジア地域である。スラブ系ロシア人によるシベリア征服（17世紀から19世紀）とその後のソビエト時代の強制移住（1917-1991）の結果、今日のシベリアの人口統計ではロシア語を話す人々が大多数を占めている。同時に、ゆっくりながらも増加する先住民グループが、シベリアの総人口の約10％（約450万人）存在する。そのうちのいくつかのグループは南北アメリカの先住民と遺伝的に密接に関連している 

## 概要

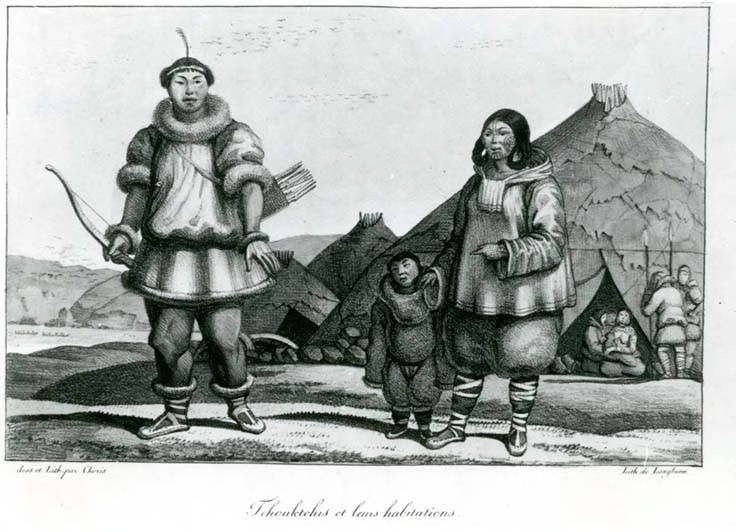
チュクチ人カップルの絵

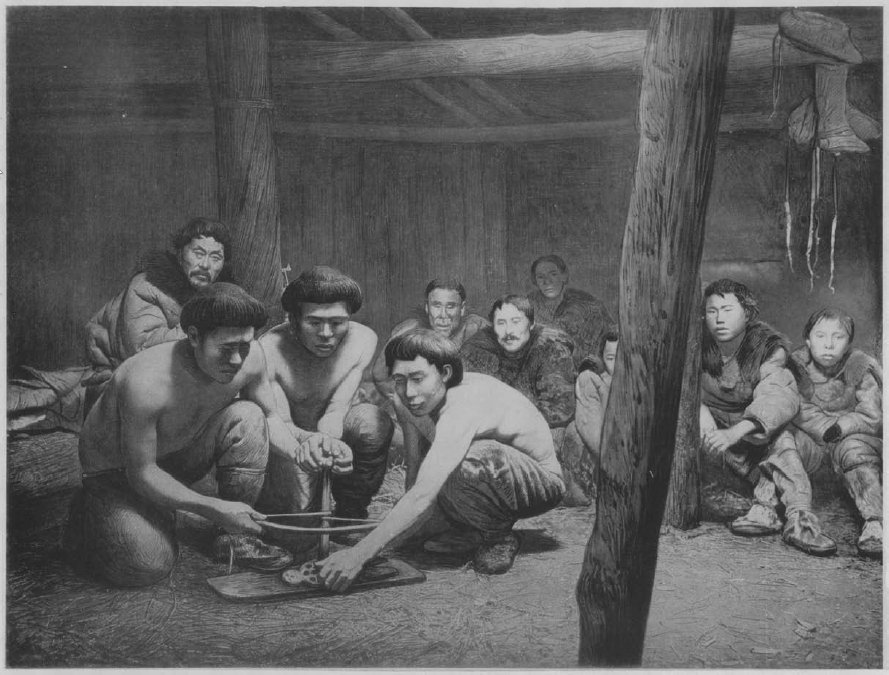
新火の開始祝いのコリャーク人

多様な先住民族を言語で分類すると、次の言語族の話者が含まれる（話者の数は2002年全ロシア国勢調査より）。
- ウラル語族
  - サモエード語派（約22,000人の話者）
  - ウゴル諸語（約10,000人の話者）
- ユカギール語族（ほぼ絶滅）
- チュルク語族[2] [3]
  - サハ語（456,288人の話者）
  - ドルガン語（人口: 7,261人; 話者：4,865人）
  - トゥバ語（人口: 243,442人; 話者: 242,754人）
  - トファ語（人口: 837人; 話者: 378人）
  - ハカス語（人口: 75,622人; 話者: 52,217人）
  - ショル語（人口: 13,975人; 話者: 6,210人）
  - シベリア・タタール語（人口: 6,779人）
  - チュリム語（人口: 656人; 話者: 270人）
  - アルタイ語（約70,000人の話者）
- モンゴル語族（約40万人の話者）
- ツングース語族（約80,000人の話者）
- エニセイ語族
  - ケット語（人口: 1600人; 約210人の話者）
- チュクチ・カムチャツカ語族 （約25,000人の話者）
- ニヴフ語（約200人の話者）
- エスキモー・アレウト語族（約2,000人の話者）
- アイヌ語（ほぼ絶滅。話者は北海道とカムチャツカ半島に残っている。）

簡潔にまとめると、上記のシベリアの先住民は３つのグループに分類できる。
1. アルタイ諸語
2. ウラル語族
3. 古シベリア諸語（「その他」）

アルタイ諸語は、言語族や系統発生単位であることが証明されていない。言語連合（Sprachbund）である可能性もある。古シベリア諸語も単に地理的にまとめて指す用語である。ここでは、これら2つの用語（「アルタイ諸語」、「古シベリア諸語」）は、遺伝的考慮を示唆することなく、さらなる探究の起点とする意図で記載している。

### アルタイ諸語のマクログループ

#### モンゴル語族

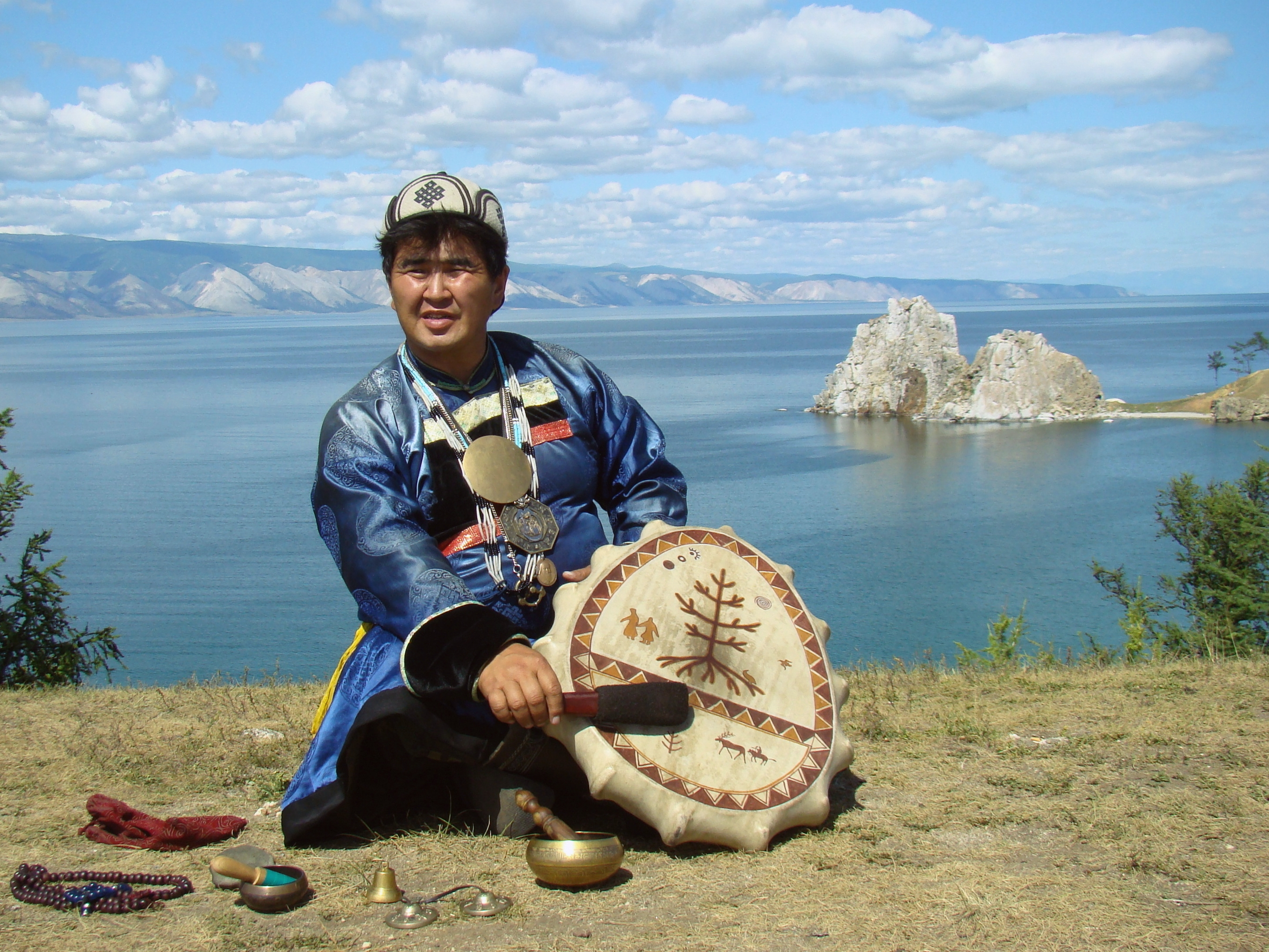
シベリア東部のバイカル湖、オリホン島のブリヤート人のシャーマン

ブリヤート人はシベリアで二番目に大きい少数民族で、2010年の国勢調査によればロシアにおける人口は461389人である。彼らは主に自国ロシア連邦の連邦構成主体であるブリヤート共和国に集中している。彼らはモンゴル民族のうちの最北端に居住する大きなグループである。 
ブリヤート人は、遊牧民の放牧や避難所の小屋の建設など、モンゴル語族と多くの習慣を共有する。今日、ブリヤート人の大多数は共和国の首都ウランウデとその周辺に住んでいるが、まだ伝統的な生活を農村部でおくる者も多い。彼らの言語はブリヤート語と呼ばれる。
ロシアのザバイカリエ地方 やモンゴルおよび中国では、モンゴル化されたエヴェンキとしてハムニガン（モンゴル民族言語（サブ）グループ）もいる。

#### チュルク語族

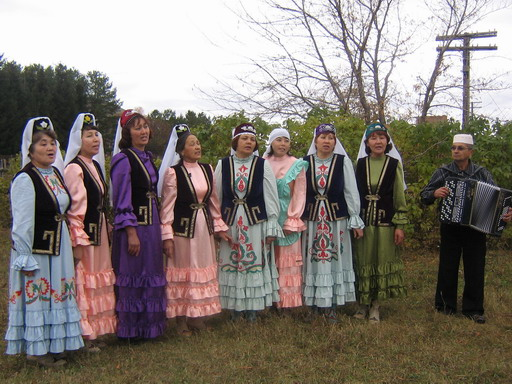
シベリアのタタール人

シベリアのチュルク語族を使用する、次の民族グループが含まれる。
- アルタイ人
  - チェルカン人
  - テレンギト人
  - トゥバラル人
  - クマンジン人
  - テレウト人
- チュリム人
- ドルガン人
- ハカス人
- ショル人
- シベリア・タタール人
  - バラバ・タタール人
- ソヨト人
- トファ人
- トゥバ人
  - トジュ・トゥバ人
- ヤクート人

#### ツングース語族
エヴェンキがロシアのエヴェンキ自治管区に居住する。
ウデへ人、ウリチ人、エヴェン人、および ナナイ人 （ホジェン人としても知られる）もシベリアの先住民族であり、アメリカ先住民と遺伝的親和性を共有することが知られている。

### ウラル語族

#### ウゴル諸語
ハンティ人（旧称オスチャーク人）とマンシ人（旧称ウォグル人）は、ロシアで歴史的に「ユグラ」として知られるハンティ・マンシ自治管区に居住する。 2013年までに、石油・ガス会社はすでにハンティ人の土地の多くを荒廃させた。 2014年、ハンティマンシ地方の議会は、かつてハンティ人やマンシ人のコミュニティを保護していた法律を一層不利にした。以前は、石油・ガス会社が彼らの土地に入る前に、部族の許可が必要であった 。

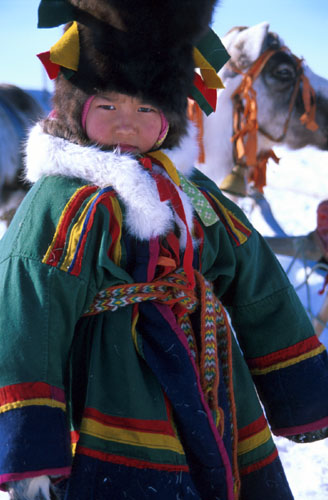
ネネツ人の子供

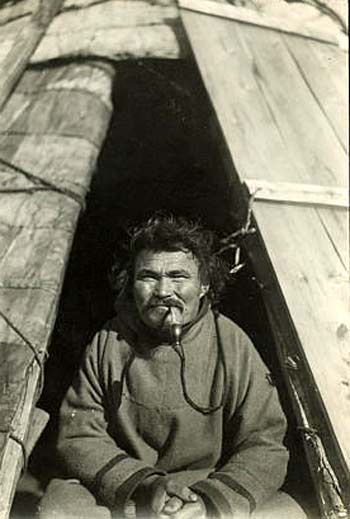
セリクプ人の男性

#### サモエード諸語
- 北部サモエード
  - ネネツ人
  - エネツ人
  - ガナサン人
- 南部サモエード
  - セリクプ人
  - カマシン人
  - マトル人（現在は個別の民族としては絶滅）
  - コイバル（現在は個別の民族としては絶滅）

#### ユカギール語族
ユカギール語族は、コルィマ渓谷とインディギルカ渓谷の川下流域で、相互に理解できない2つの変異言語として話されている。チュバンチー語を含む他の言語がさらに内陸や東部に行った地域で話されていたが、現在は消滅している。ユカギール語は、ウラル・ユカギール語族のうちのウラル語族に関連していると考えられている。
ユカギール人 （自称: オドュル、 デトキル）は、 コルィマ川流域の東シベリアに居住する。うち、ツンドラ・ユカギール語話者はサハ共和国コルィマ川下流低地に、コルィマ・ユカギール語話者は サハ共和国マガダン州のスレドネカンスキー地区及びコルィマ川上流地域に居住する。17世紀のロシアによる植民地化までは、ユカギール人の部族（チュバンス、ホディンス、アナルス等）がレナ川 の口に アナディル川までの領土を占有していた。ユカギール人の人口は、17世紀から19世紀の間に疫病の影響や、仲間同士の紛争やロシア皇帝の専制支配的な植民地政策により減少した。ユカギール人の中には、ヤクート人、エヴェン人およびロシア人に同化するものもいた。現在、ユカギール人はロシア連邦のサハ共和国とチュクチ自治管区に居住する。  2002年国勢調査によると、総人口は1,509人で、1989年国勢調査の1,112人から増加している。

### 「古シベリア諸語」グループ

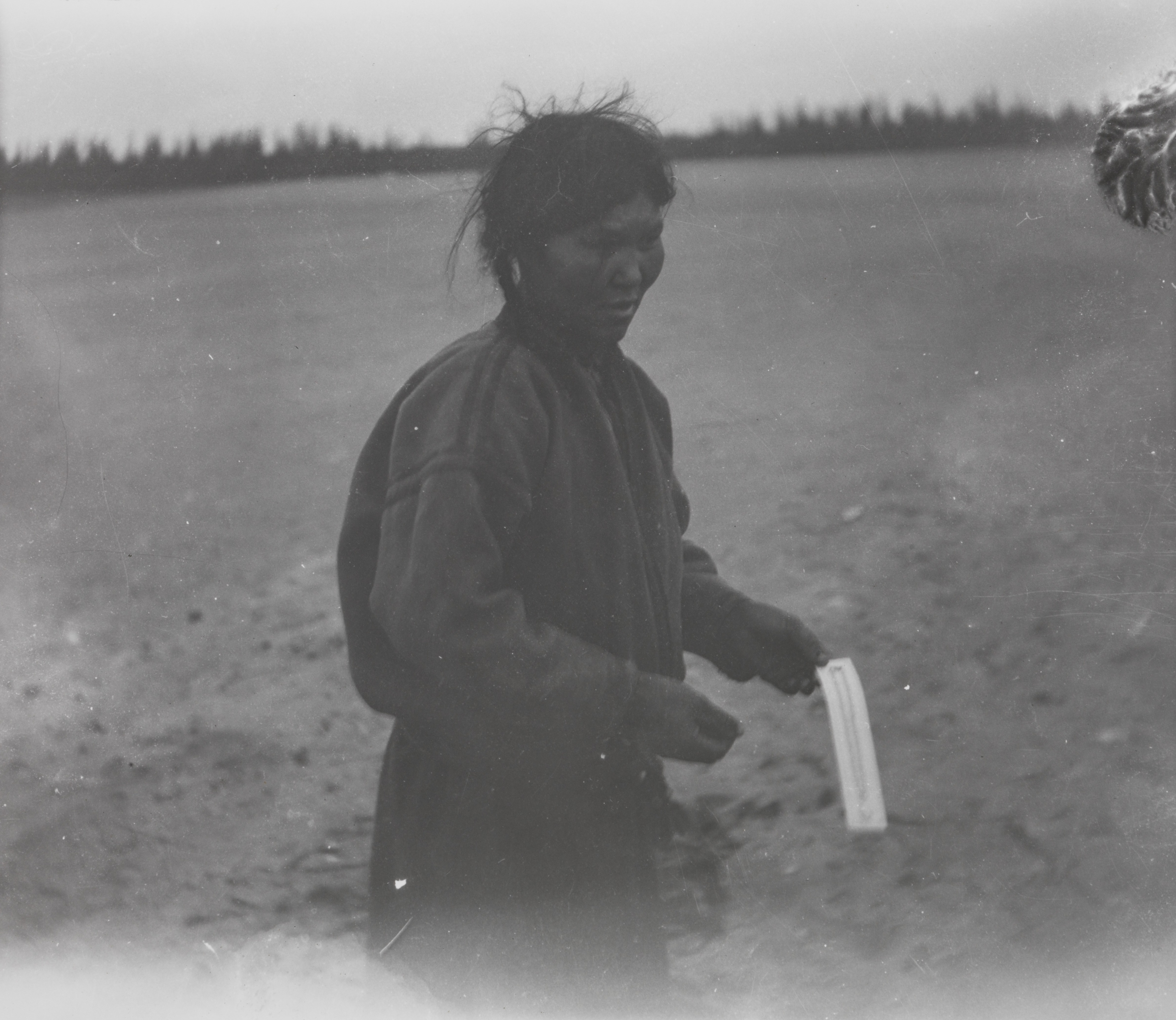
ケット人の女性

互いに言語的な関係があることは知られていない4つの小さな語族および孤立した言語が、古シベリア諸語を構成している。
- チュクチ・カムチャツカ語族 (ルオラヴェトラン諸語)にはチュクチ語やその近しい言語であるコリャーク語、アリゥートル語 と ケレク語が含まれる。カムチャダールとも呼ばれるイテリメン語も遠いながら関係している。チュクチ語、コリャーク語、アリゥートル語はシベリア最東端で数十（アリゥートル語）から数千（チュクチ語）のコミュニティで話されている。ケレク語は消滅し、イテリメン語もカムチャッカ半島西海岸で、主に10人未満の高齢者によって話されるのみである。
- ユカギール語は、コルィマ渓谷とインディギルカ渓谷の川下流域で、相互に理解できない2つの変異言語として話されている。チュバンチー語を含む他の言語は、さらに内陸部とさらに東部で話されていたが、現在は消滅。ユカギール語は、ウラル語族に関連していると考える学説もある。
- ケット語は、エニセイ川中流域とその支流に沿った地域で唯一残存するエニセイ語族の言語である。近年この言語が北アメリカの ナ・デネ語族と関連する旨の主張がなされている  が、この仮説は歴史言語学者で様々な批判の対象ともなっている。 過去には、ケット語をシナ・チベット語族, 北コーカサス語族、および ブルシャスキー語と関連付ける仮説も出されている。
- ニヴフ語はアムール川下流地域とサハリン島北部で話される。近代になっても文献が作成されており、ニヴフは前世紀にも激動の歴史にもまれている。

上記とは別に、アイヌ語は、サハリン、北海道、千島列島、カムチャツカ半島、アムール地域で話される。今日、アイヌはほぼ絶滅しており、最後の母語話者は北海道とカムチャッカのみに残っている。
エスキモー・アレウト語を話すシベリアユピック人はチュクチ半島の海岸沿いに居住する。

## 南北アメリカの先住民との関係

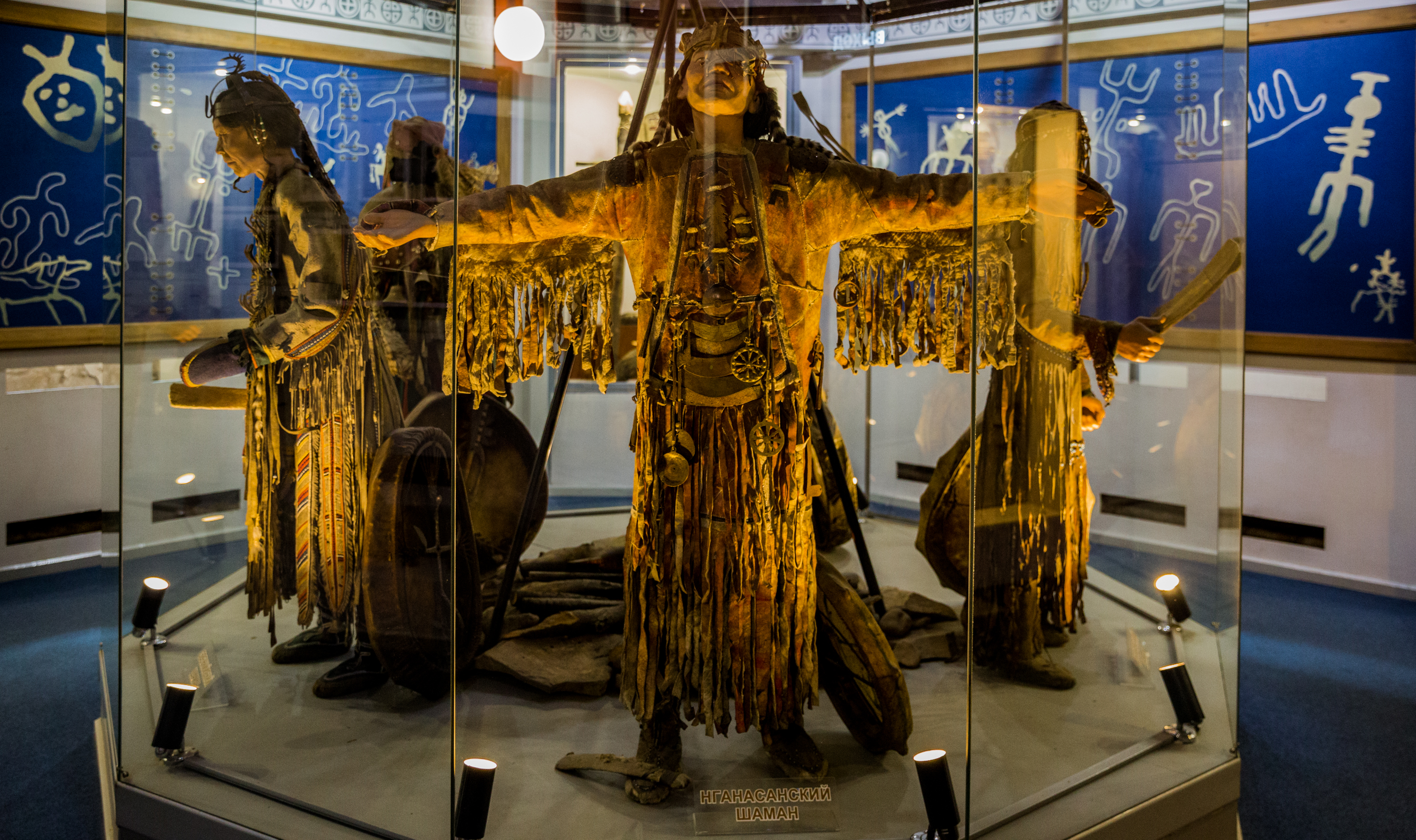
ロシアのクラスノヤルスク地域博物館にある先住民のシャーマン

原始アメリカ先住民は、現代のシベリアにあたる地域から40000年から13000年前にベーリング地峡の陸橋を越え、南北アメリカに渡ったと考えられている。
遺伝子マーカーによる分析も先住民の2つのグループを関連性を証明するために進められている。研究は、父系で遺伝するY染色体上のマーカーに焦点を当てている。ハプログループQは、ほとんどの南北アメリカ先住民の間で共有される特徴的な突然変異である。研究によると、シベリアのケット人の93.8％とシベリアのセリクプ人の66.4％にこの変異が観察されている。主成分分析は、主要なY染色体ハプログループの発生頻度の違いから、いくつかの北米先住民（チペワイアン [オジブワ]およびシャイ）と中央/南シベリアの特定の集団（特に、ケット人、ヤクート人、 セリクプ人 、およびアルタイ人）間の密接な遺伝的関連を示唆している 。このパターンは、北アメリカで見られるmtDNAハプログループXの分布と一致し、東シベリアには存在しないが、中央シベリア南部のアルタイ人には存在することがわかっている 。

## 文化と習慣
習慣や信仰は部族によって大きく異なる。

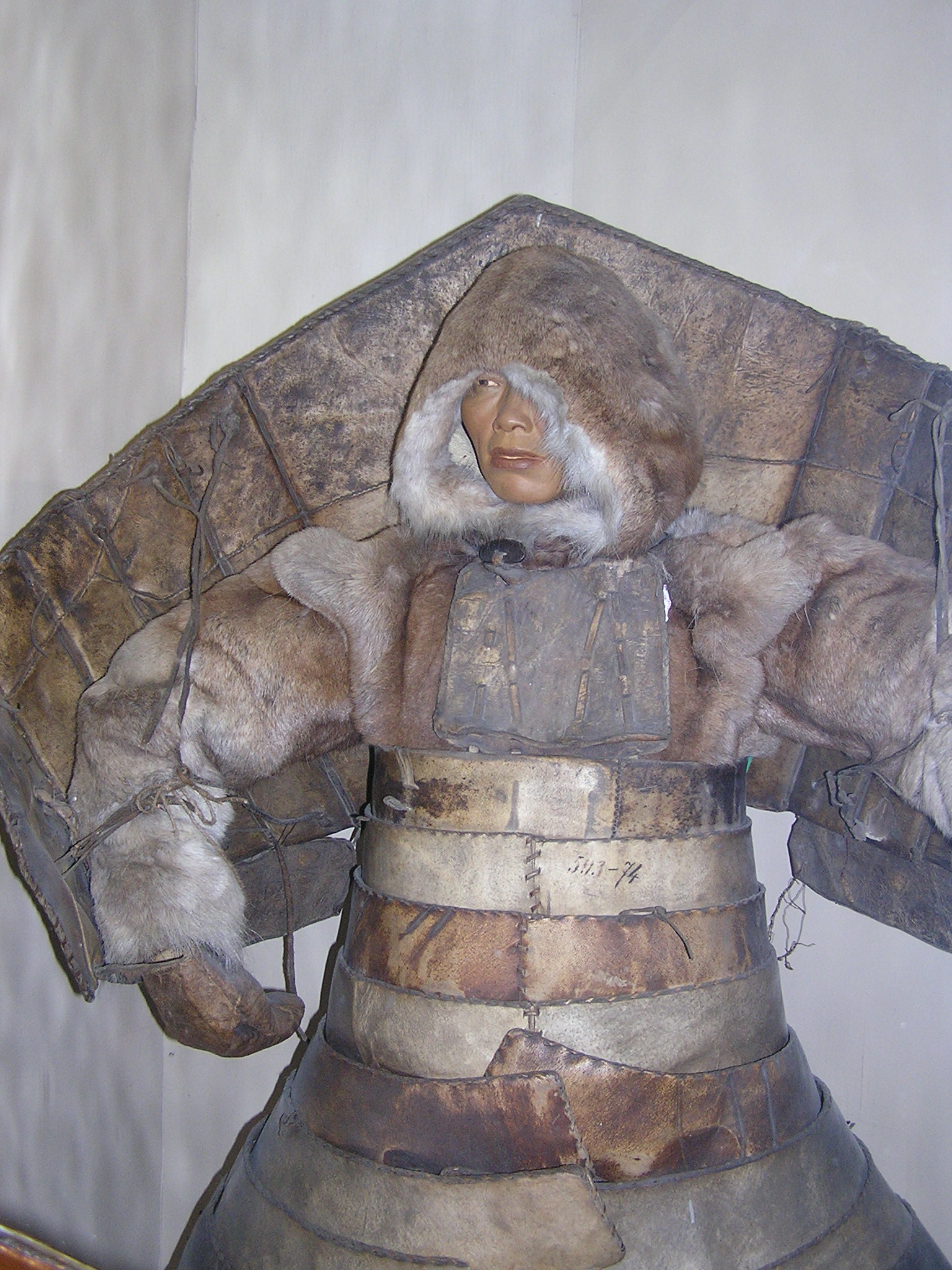
チュクチ族が身に着ける木材と骨によって強化された硬化皮革のラメラーアーマー

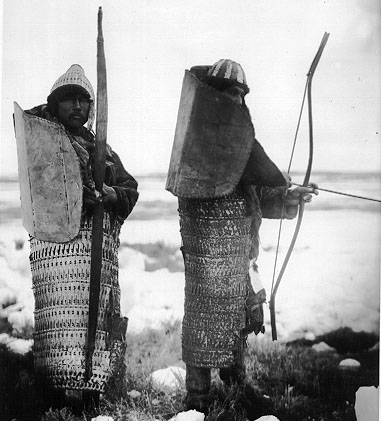
シベリアの先住民が着用した後期ラメラーアーマー

チュクチ人は、木材と骨によって強化された硬化皮革のラメラーアーマーを着用していた
クトフ（クールキル、クッキ、クイキニャク他）は、チュクチ人や他のシベリアの部族グループによって伝統的に尊敬されているワタリガラスの神。非常に強力であると言われる。
トコヨトまたは「カニ」はチュクチ人の海の神である 。
ヌテヌトはチュクチ人の主神である。 。
チュクチ人はまた死と生の世界の両方でトナカイを尊重している。彼らはトナカイに関するいくつかの儀式を行う。。
ユカギール人の最高神はポンと呼ばれ、「何か(something)」を意味する。 ポンは非常に強力であると言われる。

## 歴史

### ロシア人の侵入

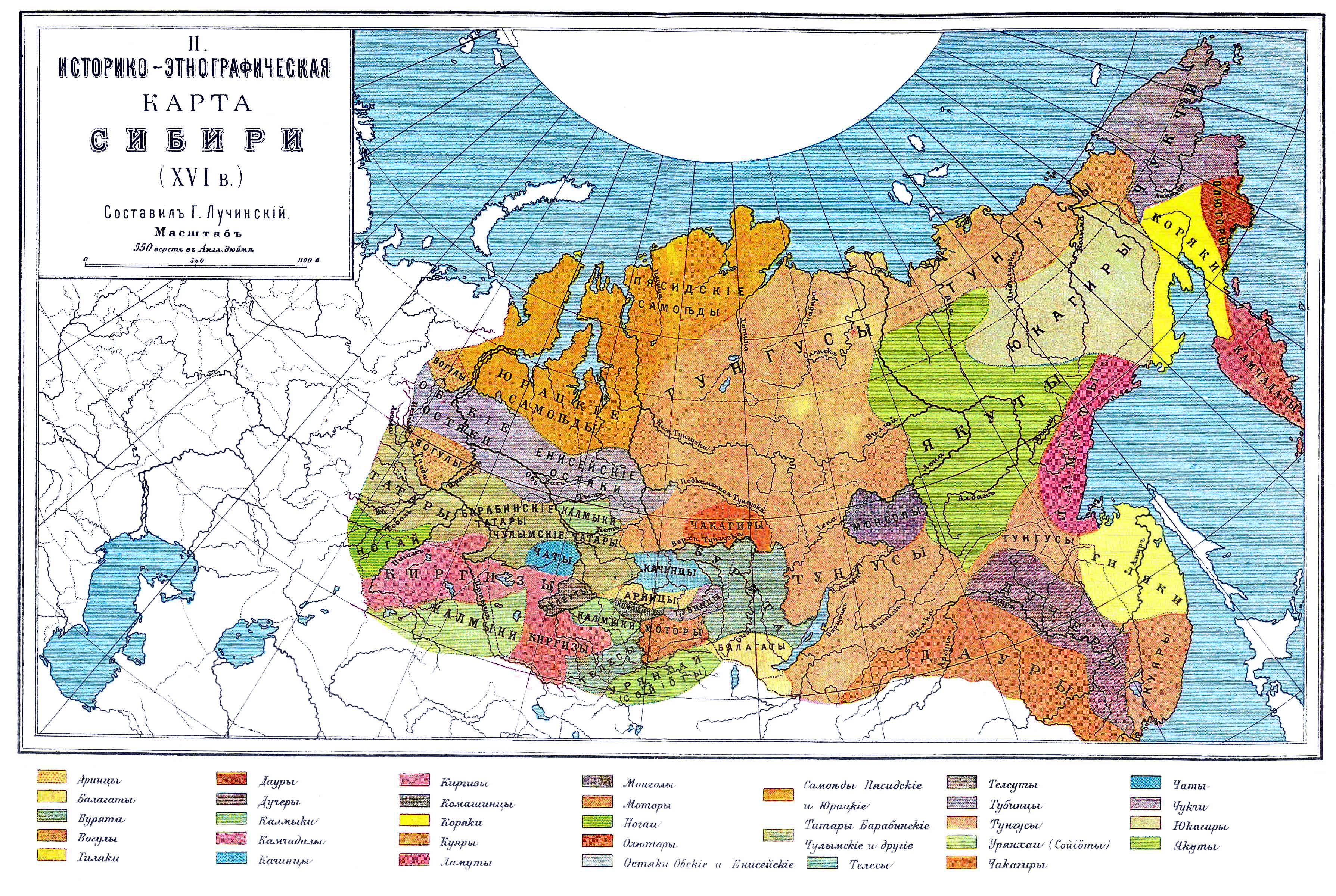
16世紀のシベリアの民族地図

ロシア人のシベリア進出は、1581年、イヴァン雷帝ことツァーリ イヴァン4世（在位1533年-1584年)治下の時代に始まる。イヴァン4世のもと、裕福な製塩業者ストロガノフ家が、イェルマークを指揮官としたコサックらの部隊を雇ってシビル・ハン国首都を攻撃した。シビル・ハン国の名がシベリアの語源である。
カムチャツカでは、1706年、1731年、1741年に、ロシア統治に対してイテリメン人が反乱を起こしたが、その都度鎮圧された。最初の蜂起の際、イテリメン人の武器は石製のものだけであった。その後は火薬を使う武器も用いるようになった。
1745年から1756年にかけて、コリャーク人が、ロシアのコサックたちに対して、弓と矢で厳しく抵抗した。また1729年、1730-1731年、1744-1747年に、ロシア人はチュクチ人を一掃する試みをしたが、失敗に終わった。
1729年にチュクチ人に敗北すると、ロシアの軍司令官であるドミトリー・パヴルツキー少佐は、1730年から31年にかけて、チュクチ人の女性と子供の大量虐殺と奴隷化を推し進めたが、彼のこの残酷さはチュクチ人をより一層激しく戦わせた。 1742年のチュクチ人およびコリャーク人との戦争では、ロシア皇帝エリザヴェータ（在位1741年-1762年）が、彼らを故郷から完全に追放し、先住民の文化を消し去るよう命じている。このような、先住民を「完全絶滅」させる命令は、パヴルツキーらを鼓舞した。1744年から1747年までの争いでも、「全能の神の助けとエリザヴェータ陛下の幸運を借りて」、チュクチ人の男性を虐殺し、女性と子供は戦利品として奴隷にした。しかし、その後チュクチ人がパヴルツキーを殺害し斬首したことにより、決定的な終結の形を取らないままロシア側は侵略を諦めた。
ロシア人は、また1744年と1753-1754年にコリャーク人に対して戦争と虐殺を試みた。先住民はロシア正教への改宗を強制されたが、コリャーク人、チュクチ人、イテリメン人、ユカギール人などのさまざまな先住民が団結し、1740年代にはロシア人を自分たちの土地から追い出し、1746年にニジニ・カムチャツク砦での攻撃に至った。
今日のカムチャツカは、人口統計学と文化的にはヨーロッパ同様となっており、天然痘などの感染症、大量自殺、また1697年のカムチャッカ併合後のロシア統治開始から数十年間の後に起きたコサックによるイテリメン人とコリャーク人の大量虐殺等により、先住民人口は以前の15万人から約10万人程度まで減少し全体の2.5％のみとなっている 。ロシアのコサックによる大量虐殺は、カムチャツカの先住民を荒廃させ、彼らの人口を激減させた 。コサックは先住民の大量虐殺のみならず、毛皮目的に大量の動物を屠殺し、野生動物の生態を荒廃させた。 。18世紀から19世紀にかけて、90％のカムチャダル（イテリメン）人の90％とマンシ人の半数が殺され、ニコライ・ヤドリンツェフの1882年時点の指摘によると、12程度の先住民グループが絶滅した。なお、これらの虐殺の多くは毛皮貿易がきっかけとなっている。

17世紀、アムール地域の先住民も、「赤ひげ」として知られるようになったロシア人によって攻撃され、植民地化されていった。 1651年、ロシア人商人エロフェイ・ハバロフと遠征隊がアムール川沿いを探検し、略奪や乱暴を働いた。先住民族たちは彼らを仏教の鬼神になぞらえて羅刹（ロチャ）と呼んだハバロフらのアムール周辺での乱暴狼藉は、明清交代時期の清国との清露国境紛争に繋がっていくCITEREF森永2008。
地域主義者であるオブラストニキ（統治者）は、19世紀、先住民がロシアの植民地化によってほぼジェノサイドのレベルの暴力にさらされたことを認めたシベリアのロシア人であった。彼らは、彼らが提案する地域主義政策で状況を是正すると主張した。。一方でロシア人植民者たちは虐殺、アルコール依存症、病気を使って先住民を支配下に置き、いくつかの小さな遊牧民グループは実質的に姿を消したが、彼らの抹殺の証拠の多くが破壊されたことから、彼らの存在を証明する収蔵物や記録はロシア博物館でもほんのわずかしか残っていない。
1918年から1921年にかけて、シベリアで暴力的な革命動乱が起きた。グリゴリー・セミョーノフ大尉の指揮下にあったロシアのコサックは、植民地化に抵抗した先住民を圧服し、武将としての地位を確立した 。ロシアのシベリアの植民地化とその先住民の征服は、米国とその先住民のヨーロッパによる植民地化と比較され、先住民とその土地の占有に同様の悪影響を及ぼしたことがわかっている。しかし、ロシア人の定住が劇的な先住民の過疎化をもたらさなかったため、シベリアでの状況は大きく異なっていた。
スラブ系ロシア人は、トゥバ共和国とサハ共和国（それぞれトゥバ人とヤクート人が多数を占める）を除いたシベリアとその都市部で先住民の人口を上回り、ブリヤート共和国とアルタイ共和国ではスラブ系ロシア人が過半数を占め、ブリヤート人とアルタイ人の先住民を上回る。具体的にはブリヤート人は自国（ブリヤート共和国）の人口の30％、アルタイ人も自国人口のうち3分の1のみを占めるに過ぎず、チュクチ人、エヴェンキ人、ハンティ人、マンシ人、ネネツ人についても、非先住民族の人口が彼らの人口を90％の地域で上回る。ロシア帝国皇帝とソビエトは、ロシア人が没収した先住民のトナカイの群れや野生動物をロシア人のものと認め、先住民には生活様式を変えることを強いる政策を制定した。野生トナカイの群れは正しい資源管理がなされず絶滅の危機に瀕している。

## 文献
- Rubcova, E.S.: Materials on the Language and Folklore of the Eskimoes, Vol. I, Chaplino Dialect. Academy of Sciences of the USSR, Moskva * Leningrad, 1954
- Menovščikov, G. A. (= Г. А. Меновщиков) (1968). “Popular Conceptions, Religious Beliefs and Rites of the Asiatic Eskimoes”. In Diószegi, Vilmos. Popular beliefs and folklore tradition in Siberia. Budapest: Akadémiai Kiadó
- Barüske, Heinz: Eskimo Märchen. Eugen Diederichs Verlag, Düsseldorf and Köln, 1969.
- Merkur, Daniel: Becoming Half Hidden / Shamanism and Initiation Among the Inuit. Acta Universitatis Stockholmiensis / Stockholm Studies in Comparative Religion. Almqvist & Wiksell, Stockholm, 1985.
- Kleivan, I. and Sonne, B.: Eskimos / Greenland and Canada. (Series: Iconography of religions, section VIII /Arctic Peoples/, fascicle 2). Institute of Religious Iconography • State University Groningen. E.J. Brill, Leiden (The Netherland), 1985. ISBN 90-04-07160-1

## 引用
1. ↑  
Zimmer (2019年6月5日). “Who Were the Ancestors of Native Americans? A Lost People in Siberia, Scientists Say”. nytimes.com.   The New York Times Company. 2020年4月5日閲覧。 “Dr. Willerslev's team found DNA in the Kolyma skull as well. A small fraction of that individual’s ancestry came from Ancient North Siberians. But most of it came from a new population. Dr. Willerslev and his colleagues call them the Ancient Paleo-Siberians.

The DNA of the Ancient Paleo-Siberians is remarkably similar to that of Native Americans. Dr. Willerslev estimates that Native Americans can trace about two-thirds of their ancestry to these previously unknown people.

One reason that the Ancient Paleo-Siberians were unknown until now is that they were mostly replaced by a third population of people with a different East Asian ancestry. This group moved into Siberia only in the past 10,000 years — and they are the progenitors of most living Siberians.”。
2. ↑  “4.1. National Composition of Population”. Russian Federation 2002 census. 2011年6月9日時点のオリジナルよりアーカイブ。2010年9月16日閲覧。
3. ↑  “4.4. Spreading of Knowledge of Languages (except Russian)”. Russian Federation 2002 census. 2011年6月9日時点のオリジナルよりアーカイブ。2007年7月31日閲覧。
4. ↑  The New Encyclopædia Britannica, 15th Edition. (1977). Vol. II, p. 396. ISBN 0-85229-315-1.
5. ↑  “Reindeer herders take on Russian oil-giant as tribal rights in Siberia weakened”. Survival International (2014年5月13日). 2014年9月1日閲覧。
6. ↑  “Learning Center :: Genebase Tutorials”.   Genebase.com (1964年10月22日). 2013年11月17日時点のオリジナルよりアーカイブ。2013年9月27日閲覧。
7. 1 2  Bortolini, MC; Salzano, FM; Thomas, MG (2003). “Y-chromosome evidence for differing ancient demographic histories in the Americas”. Am. J. Hum. Genet. 73 (3):  524–39. doi:10.1086/377588. PMC 1180678. PMID 12900798etal
8. ↑  “Tlingit, Eskimo and Aleut armors”. Kunstamera. 2014年2月22日時点のオリジナルよりアーカイブ。2014年2月10日閲覧。
9. ↑  
“Tlingit, Eskimo, and Aleut armors”. Kunst Kamera (2014年2月22日). 2014年2月22日時点のオリジナルよりアーカイブ。 Template:Cite webの呼び出しエラー：引数 accessdate は必須です。。
10. ↑  
Krasheninnikov, Stepan P. Crownheart-Vaughn訳 (1972). “The Kamchadal beliefs about God, the creation of the World and the tenets of their religion”. Explorations of Kamchatka 1735-1741. Portland, OR: Oregon Historical Society. pp. 238–243
11. ↑   Acta Universitatis Stockholmiensis: Stockholm studies in comparative religion. Almqvist & Wiksell.. (1961). p. 68
12. ↑  
Bogoras, Waldemar (1909). The Chukchee. E.J. Brill Limited. p. 306
13. ↑  Malandra, W. W. "The Concept of Movement in History of Religions: A Religio-Historical Study of Reindeer in the Spiritual Life of North Eurasian Peoples." Numen, Vol. 14, Fasc. 1. BRILL, 1967, pp. 23–69.
14. ↑  Lurker, Manfred (2004). The Routledge dictionary of gods and goddesses, devils and demons (2nd ed.). London: Taylor & Francis e-Library. p. 153. ISBN 0203643518
15. ↑  Norenzayan, Ara (2013). Big Gods: How Religion Transformed Cooperation and Conflict. Princeton University Press. p. 129. ISBN 9781400848324
16. ↑  土肥 2016, p. 57.
17. ↑  Black, Jeremy (1 October 2008). War and the World: Military Power and the Fate of Continents, 1450-2000. Yale University Press. ISBN 978-0300147698 2018年5月4日閲覧。
18. ↑  Forsyth 1994, pp. 145-6.
19. ↑  Forsyth 1994, p. 146.
20. ↑  Forsyth 1994, p. 147.
21. ↑  Jack 2008, p. 388.
22. ↑  "Condé Nast's Traveler, Volume 36" 2001, p. 280.
23. ↑  "Yearbook" 1992, p. 46.
24. ↑  Mote 1998, p. 44.
25. ↑  Etkind 2013, p. 78.
26. ↑  Stephan 1996, p. 64.
27. ↑   Emory Endeavors: Transnational Encounters in Asia. CreateSpace Independent Publishing Platform. (2012). ISBN 978-1475138795 2020年4月8日閲覧。
28. ↑  Wood 2011, pp. 89–90.
29. ↑  Bobrick, Benson (2002年12月15日). “How the East Was Won”. The New York Times.  オリジナルの2017年9月24日時点におけるアーカイブ。 2018年5月4日閲覧。
30. ↑  Bisher 2006.
31. ↑  Batalden 1997, p. 36.